# فیلیپ هروخه
فیلیپ هِـروِخه (هلندی: Philippe Herreweghe؛ زادهٔ ۲ مهٔ ۱۹۴۷) رهبر ارکستر، رهبر گروه هم‌سرایان و موسیقی‌دان نامدار اهل بلژیک است که رپرتوارهایش، گستره‌ای از موسیقی رنسانس تا موسیقی کلاسیک معاصر، موسیقی دوره کلاسیک و موسیقی رمانتیک را در بر می‌گیرد. او در موسیقی باروک با تمرکز ویژه بر موسیقی یوهان سباستیان باخ تخصص دارد. وی دانش آموختهٔ دانشگاه خنت است و در سال ۲۰۱۷ از همین دانشگاه مدرک دکترای افتخاری دریافت نمود.
فیلیپ هِـروِخه بابت خدماتش به موسیقی برندهٔ نشان شوالیه لژیون دونور، نشان هنر و ادب فرانسه و لقب «شوالیه هِـروِخه» با فرمان سلطنتی آلبرت دوم بلژیک و همچنین «جایزهٔ باخ آکادمی سلطنتی موسیقی» شده‌است.